# Wadi el-Arish
 (septembre 2019).
Si vous disposez d'ouvrages ou d'articles de référence ou si vous connaissez des sites web de qualité traitant du thème abordé ici, merci de compléter l'article en donnant les références utiles à sa vérifiabilité et en les liant à la section « Notes et références ».
Le Wadi al-Arish (Wādī al-ʻArīsh) est un wadi dans la péninsule du Sinaï en Égypte. ِIl fait 250 kilomètres de longueur et se verse dans la mer Méditerranée près de la ville al-Arish. Avec ses affluents, il couvre une superficie d’environ 20 000 km[réf. nécessaire].

## Géographie
Wadi al-Arish et ses nombreux affluents proviennent du plateau d’Ajka et traversent ensuite le plateau du labyrinthe plat, où se trouvent Thamd et la palmeraie, qui traverse la célèbre route ancienne de pèlerinage, puis tombe à hauteur de 400 m vers la plaine de Hassna, alimentée par la vallée de Qarya de l’est et la vallée de El Brook de l'ouest. Il se dirige ensuite dans une gorge étroite appelée « El Dayka » entre le mont Delfaa à l'est et le mont Halal à l'ouest, puis tombe à 200 mètres et se fraye un chemin dans les dunes jusqu'à ce qu'il se jette à l'est d'El-Arish.
Le wadi est considéré le plus grand wadi sec en Égypte, suivi par le Nil lui-même en termes de zone de drainage de ses eaux, ce qui en fait le phénomène naturel le plus important de la péninsule du Sinaï. Il possède deux têtes, Wadi Maghara (ar) (provenant du terrier de Warsaa) et Wadi Genève (provient du Asaa ElMarkoba) est de Warsaa. 
Les branches principales de Wadi El Arish sont
- Wadi al Mutaiquina
- Wadi al Barbari
- Wadi al Bayad
- Wadi Majmar
- Wadi Abu Luqain
- Wadi Abu Alijneh
- Wadi Abu Tarifa
- Wadi Abu Gridaqat
- Wadi Abu Gridaqat
- Wadi Abu Rawanq
- Wadi al Brooke
- Wadi al Qurays
- Wadi al Quarya
- Wadi al Sharif
- Wadi al Hodayra
- Wadi al Garour
- Wadi al Monbateh
- Wadi al Abad

Autres wadis dans le nord du Sinaï sont :
- Wadi al Maghara
- Wadi al Hama
- Wadi al Hassna
- Wadi Abu Qaroun
- Wadi Al Jafgafah
- Wadi Al Jedi
- Wadi Al Haj
- Wadi Al Raha.

## Dans la culture
Pour les chercheurs, la rivière d'Égypte (en) (Naḥal Mizraim en hébreu) évoquée dans le livre de la Genèse (15:18) serait le Wadi al-Arish,. 
Selon Exode 13: 18-20, la localité d'où sont partis les Israélites après le départ de l'Égypte était Sukkot (en). Le nom Sukkot signifie "hutte de palmiers" en hébreu et a été traduit en arabe par El-Arish. Il se trouve à proximité d'El-Arish, la ville natale du commentateur juif Saadia Gaon, qui a identifié Naḥal Mizraim avec le wadi d'El-Arish (Wadi el-Arish)[réf. nécessaire].